# レンジェル・メニヘールト

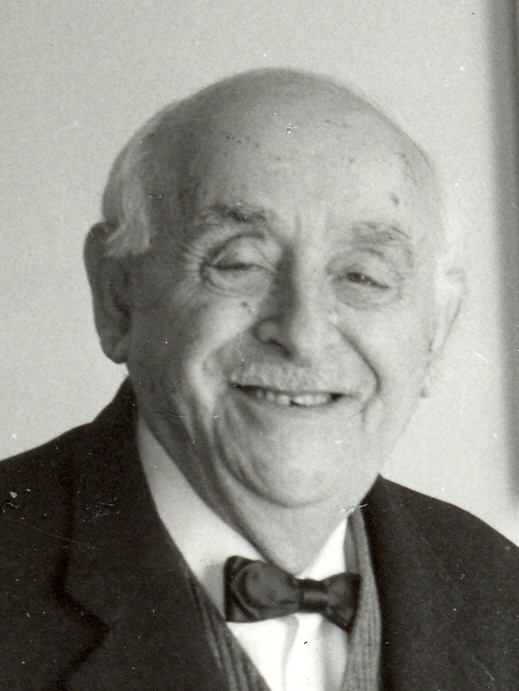
レンジェル・メニヘールト

レンジェル・メニヘールト（Lengyel Menyhért、1880年1月12日 - 1974年10月21日）は、ハンガリーの劇作家・脚本家。ハンガリー以外ではメルヒオール・レンジェル（Melchior Lengyel）の名で知られる。

## 生涯
レボヴィチ・メニヘールト（Lebovics Menyhért）の名でハンガリー王国ハイドゥー＝ビハル県のホルトバージ近郊バルマズウーイヴァーロシュに生まれたユダヤ人。ハンガリーの新聞の特派員としてスイスに滞在した後、ドイツとオーストリアで戯曲を発表。エルンスト・ルビッチなどドイツ演劇界の大立者たちと交友を持つ。
1909年には日本人スパイを描いた『Taifun』を執筆。1913年にはロンドンのアーヴィング劇団が舞台化して大ヒットとなった。これの早川雪洲によるアメリカ上演を観た映画製作者トーマス・H・インスは、翌1914年に雪洲を主演とするアメリカ映画『The Typhoon』を製作し、｢殉死を厭わない日本人スパイたちとその陰謀｣という主題は、その後の黄禍論小説の定番となった。
1917年1月、「中国の不思議な役人─グロテスクなパントマイム」（A csodálatos mandarin: Pantomime grotesque）と題する脚本を文芸誌に発表。この作品は、1924年、バルトーク・ベーラによって舞台音楽化された。
この間、1921年と1924年、二度にわたってアメリカに滞在。この時期の彼の日記は、当時のアメリカの演劇界に関する好個の資料となっている。彼はまたユージン・オニールと会い、ドイツに戻ってからオニールの戯曲を演出した。
1933年、ブダペストのPesti Napló紙の特派員として渡英。ナチ台頭後、1935年にはルビッチの後を追ってアメリカに亡命。ハリウッド映画『ニノチカ』（1939年）や『生きるべきか死ぬべきか』（1942年）の脚本などを執筆し、前者の作品ではアカデミー賞候補となったが、『風と共に去りぬ』の前に惜敗した。
戦後、1960年にイタリアへ移住。1970年にハンガリーへ帰国し、94歳のときブダペストで逝去した。